# پیتزا ساحلی
پیتزا ساحلی مدلی از پیتزا است که در جوامع ساحلی نیو انگلند در شمال بوستون، به ویژه در شمال شرقی ماساچوست و ساحلی نیوهمپشایر رایج است. پوسته بسیار نازکی دارد و مستطیل شکل است و معمولاً روی ورقه پخت پخته می‌شود. پوسته با سس گوجه فرنگی به طرز قابل توجهی شیرین، پاشیدن پنیر موزارلا، و به‌طور سنتی، می‌تواند شامل برش‌هایی از پنیر پروولون باشد (معمولاً شکل حاضری که معمولاً در ساندویچ‌ها استفاده می‌شود) روی پوسته قرار می‌گیرد.

## تاریخچه
پیتزای ساحلی در نانوایی تریپولی در لارنس، ماساچوست، یک شهر آسیاب در امتداد رودخانه مریماک در دره مریماک، تقریباً بیست مایلی غرب اقیانوس اطلس اختراع شد. در اواسط تا اواخر قرن بیستم در دوران اوج توریستی ساحل سالزبری، ماساچوست، رایج شد.